# Styrax
- Commons
- Wikispecies

Styrax L. (estoraque, benjoeiro) é um género botânico pertencente à família Styracaceae.

## Sinonímia
- Anthostyrax Pierre
- Foveolaria Ruiz et Pav.

## Espécies
| - Styrax agrestis - Styrax americanus - Styrax argenteus - Styrax argentifolius - Styrax argyrophyllus - Styrax bashanensis - Styrax benzoides - Styrax benzoin - Styrax calvescens - Styrax camporum - Styrax chinensis - Styrax chrysocarpus - Styrax confusus - Styrax crotonoides - Styrax dasyanthus - Styrax faberi - Styrax ferax - Styrax ferrugineus - Styrax formosanus - Styrax foveolaria | - Styrax fraserensis - Styrax grandiflorus - Styrax hainanensis - Styrax hemsleyanum - Styrax hookeri - Styrax huanus - Styrax japonicus - Styrax limpritchii - Styrax litseoides - Styrax macranthus - Styrax macrocarpus - Styrax martii - Styrax mathewsii - Styrax obassia - Styrax odoratissimus - Styrax officinalis - Styrax parvifolium - Styrax perkinsiae - Styrax peruvianum - Styrax philadelphoides | - Styrax platanifolius - Styrax pohlii - Styrax portoricensis - Styrax redivivus - Styrax roseus - Styrax rugosus - Styrax schweliense - Styrax serrulatus - Styrax shiraianum - Styrax socialis - Styrax suberifolius - Styrax supaii - Styrax tafelbergensis - Styrax tonkinensis - Styrax veitchiorum - Styrax vilcabambae‎ - Styrax wilsonii - Styrax wuyuanensis - Styrax zhejiangensis |

- Lista completa

## Classificação do gênero
| Sistema | Classificação                       | Referência               |
| ------- | ----------------------------------- | ------------------------ |
| Linné   | Classe Dodecandria, ordem Monogynia | Species plantarum (1753) |